# Spirobolus segmentatus
Spirobolus segmentatus är en mångfotingart som beskrevs av Karsch 1881. Spirobolus segmentatus ingår i släktet Spirobolus och familjen Spirobolidae. Inga underarter finns listade i Catalogue of Life.